# Nasal alveolar surda
A nasal alveolar surda é um fonema que é similar ao n do português mas se pronunciado sem voz. Os símbolos do Alfabeto Fonético Internacional que representam o som são ⟨n̥⟩ e ⟨n̊⟩, combinações da letra para o nasal alveolar sonoro e um diacrítico indicando ausência de voz acima ou abaixo da letra. O símbolo X-SAMPA equivalente é n_0.

## Características
- Existem quatro variantes específicas de [n̥]:

1. Dental, o que significa que é articulado com a ponta ou a lâmina da língua nos dentes superiores, denominados respectivamente apical e laminal.
2. Denti-alveolar, o que significa que se articula com a lâmina da língua na crista alveolar e a ponta da língua atrás dos dentes superiores.
3. Alveolar, o que significa que é articulado com a ponta ou a lâmina da língua na crista alveolar, denominada respectivamente apical e laminal.
4. Pós-alveolar, o que significa que é articulado com a ponta ou a lâmina da língua atrás da crista alveolar, denominada respectivamente apical e laminal.

- Sua fonação é surda, o que significa que é produzida sem vibrações das cordas vocais.
- É uma consoante nasal, o que significa que o ar pode escapar pelo nariz, exclusivamente (plosivas nasais) ou adicionalmente pela boca.
- O mecanismo da corrente de ar é pulmonar, o que significa que é articulado empurrando o ar apenas com os pulmões e o diafragma, como na maioria dos sons.[1]

## Ocorrência
| Língua                   | Língua                   | Palavra | AFI       | Significado            | Notas                                                     |
| ------------------------ | ------------------------ | ------- | --------- | ---------------------- | --------------------------------------------------------- |
| Birmanês                 | Birmanês                 | နှာ       | [n̥à]      | Nariz                  |                                                           |
| Yup'ik central do Alasca | Yup'ik central do Alasca | ceńa    | [t͡səˈn̥a]  | Beira                  |                                                           |
| Estoniano                | Estoniano                | lasn    | [ˈlɑsn̥]   | Casca de madeira       | Alofone final de palavra de /n/ após /t, s, h/.           |
| Islandês                 | Islandês                 | hnífur  | [ˈn̥ivʏr̥]  | Faca                   | Veja a fonologia islandesa                                |
| Jalapa Mazatec           | Jalapa Mazatec           | hn e    | [n̥ɛ]      | Cai                    | Contrasta com uma nasal alveolar sonora e laringealizada. |
| Kildin Sami              | Kildin Sami              | чоӊтэ   | [t͡ʃɔn̥te]  | Virar                  |                                                           |
| Galês                    | Galês                    | fy nhad | [və n̥aːd] | Meu p ai               | Ocorre como a mutação nasal de /t/. Ver fonologia galesa  |
| Xumi                     | Inferior                 | [Hn̥ɑ̃]   | [Hn̥ɑ̃]     | Pele, cabelo de animal | Contrasta com o /n/ sonoro.                               |
| Xumi                     | Superior                 | [Hn̥ɔ̃]   | [Hn̥ɔ̃]     | Pele, cabelo de animal | Contrasta com o /n/ sonoro.                               |